# آرامگاه حلیمه خاتون
مقبره حلیمه خاتون مربوط به دوره قاجار است و در شهرستان قزوین، بخش مرکزی، شهر عصمت شهر واقع شده و این اثر در تاریخ ۱۱ مرداد ۱۳۸۴ با شمارهٔ ثبت ۱۲۵۹۰ به‌عنوان یکی از آثار ملی ایران به ثبت رسیده‌است.